# Heterixalus madagascariensis
Heterixalus madagascariensis (Duméril et Bibron, 1841) è una rana della famiglia Hyperoliidae, endemica del Madagascar.

## Descrizione
È una delle specie di Heterixalus di maggiori dimensioni, potendo raggiungere i 35 mm di lunghezza nei maschi e i 40 mm nelle femmine.
La livrea è uniformemente bianca sul dorso quando esposta al sole, tendente al giallo se all'ombra. Gli occhi sono contornati di nero e una stria nera è presente tra le narici e gli occhi. Gli arti sono di colore giallo-arancio.

## Distribuzione e habitat
È una specie diffusa nel Madagascar nord-orientale e orientale, dal livello del mare sino a 800 m di altitudine. Presente anche sull'isola di Nosy Boraha. La si può osservare all'interno del Parco nazionale di Masoala.